# Acerodon leucotis
Acerodon leucotis là một loài động vật có vú trong họ Pteropodidae, bộ Dơi. Loài này được Sanborn mô tả năm 1950.

## Hình ảnh